# Quintalia flosculus
Quintalia flosculus är en snäckart som först beskrevs av Cox 1866.  Quintalia flosculus ingår i släktet Quintalia och familjen Helicarionidae. IUCN kategoriserar arten globalt som utdöd. Inga underarter finns listade i Catalogue of Life.